# Gyrinus regimbarti
Gyrinus regimbarti is een keversoort uit de familie van schrijvertjes (Gyrinidae). De wetenschappelijke naam van de soort is voor het eerst geldig gepubliceerd in 1931 door Peyerimhoff.